# Природно-технички факултет Универзитета у Љубљани
Природно-технички факултет (словен. Naravoslovnotehniška fakulteta или краће NTF) је факултет који је члан Универзитета у Љубљани.
Садашњи декан факултета је проф. др Боштјан Марколи.

## Организација
- Одељење за геологију
- Одељење за геотехнологију и рударство
- Одељење за хемијско образовање и информатику
- Одељење за материјале и металургију
- Одељење за текстилну технологију